# Узнезя (река)
Узнезя — река в Чемальском районе Республики Алтай. Длина реки составляет 25 км (вместе с правым притоком Чичке).
Начинается в сосново-берёзовом лесу восточнее Бешпельтира. Течёт в южном направлении. Устье реки находится в 186 км по правому берегу реки Катунь на высоте 371 метр над уровнем моря на территории одноименного села.

## Данные водного реестра
По данным государственного водного реестра России относится к Верхнеобскому бассейновому округу, водохозяйственный участок реки — Катунь, речной подбассейн реки — Бия и Катунь. Речной бассейн реки — (Верхняя) Обь до впадения Иртыша.